# دربندیخان
دربندیخان (به کردی: ده‌ربه‌ندیخان، به عربی: دربندخان) یک شهر در کردستان عراق است که در استان سلیمانیه واقع شده‌است. دربندیخان در نزدیکی رودخانه دربندیخان و مرز استان دیاله قرار دارد.
در ۲۵ آبان سال ۱۳۶۶ در جریان جنگ تحمیلی عراق علیه ایران، بخشی از عملیات نامنظم ظفر ۳، در این منطقه از عراق توسط نیروهای ایرانی انجام شده است.
بخش دیگری از عملیات در سنگاوا از استان کرکوک رخ داده است.